# إنسانية ماركسية

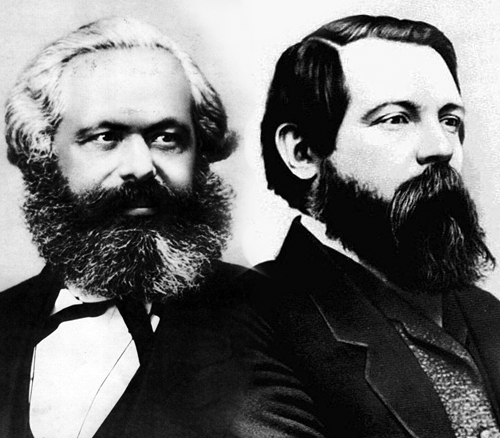

الإنسانية الماركسية هي هيئة فكر وعمل سياسي دولية مأخوذة من تفسير أعمال كارل ماركس. وُلد الاتجاه في أربعينيات القرن الماضي ووصل إلى درجة من الشهرة في الخمسينيات والستينيات قبل أن يتفوق عليه إلى حد كبير الماركسية المناهضة للإنسانية للويس التوسير.
تُعتبر الإنسانية الماركسية تحقيقًا في «ماهية طبيعة الإنسان ونوع المجتمع الذي سيكون أكثر قابلية للتوجه في طريق تقدم الإنسان» من منظور نقدي مأخوذ من الفلسفة الماركسية. يجادل الإنسانيون الماركسيون بأن ماركس نفسه كان معنيًا بالتحقيق في أسئلة مماثلة. بذلك، وعلى عكس التفسيرات المأخوذة من أعمال ماركس في الماركسية البنيوية، يجادل الإنسانيون الماركسيون بأن أعمال ماركس، بدلًا من كونها رفضًا صريحًا، كانت امتدادًا أو تفوّقًا للإنسانية التنويرية، موسعة بذلك امتداد النقد الإنساني ليشمل عالمًا من التنظيم البشري بدلًا من جعله محدودًا في مجال انتقاد الدين.

## الفلسفة
تقول الإنسانية الماركسية أن ماركس حافظ على مفهوم الاغتراب، الذي طُرح لأول مرة في مخطوطاته الاقتصادية والفلسفية لعام 1844، حتى وفاته في عام 1883. يذهب كل من تيودور شانين ورايا دوناييفسكايا إلى أبعد من ذلك، مؤكدين بأن الاغتراب لم يكن موجودًا فقط عند ماركس اللاحق، بل إنه لا يوجد تمييز ذو معنى بين ماركس الشاب وماركس الناضج.
لخص الفيلسوف وانغ روشوي جوهر الإنسانية الماركسية في مقاله «الدفاع عن الإنسانية»:
«مهما كانت الإنسانية، فإن لها مبدأ مشتركًا، أي بتعبير بسيط قيمة إنسانية. قد تختلف الإنسانيات المتنوعة بشكل كبير في تفسيراتها للقيمة الإنسانية، ولكن ... هذه الاختلافات هي فقط بين إنسانية وأخرى ... غالبًا ما استخدم ماركس تعبير «القيمة الإنسانية» بمعنى القبول، وهي بالتأكيد ليست مصطلحًا برجوازيًا على وجه الحصر. تاريخيًا، لم تلعب الإنسانية دورًا مناهضًا للإقطاعية فحسب، بل لعبت أيضًا دورًا مناهضًا للرأسمالية. ومن هنا لا يمكن القول أن الإنسانية لا يمكن أن تكون إلا أيديولوجية برجوازية. انتقد ماركس بالتأكيد إنسانية [لودويغ] فيورباخ، ولكنه لم ينكر النزعة الإنسانية تمامًا، بل وصل بها إلى مرحلة أعلى. وضع كل من ماركس وفيورباخ العديد من الأشخاص في المراتب الأعلى ولم يعترفوا بأي جوهر أعلى من الإنسان. لكن فيورباخ عارض فقط الأوهام الأيديولوجية لقدرات الإنسان الخارق، في حين ذهب ماركس إلى أبعد من ذلك وعارض كل العلاقات الاجتماعية الفعلية التي قللت من شأن الإنسان لتصل به إلى حالة غير إنسانية. تمكن ماركس من الوصول إلى هذا الاستنتاج الثوري لأنه أدرك من هو الرجل الفعلي، الرجل الاجتماعي .... الإنسانية التي ندافع عنها هي مرة أخرى الإنسانية الماركسية وليس غيرها. يعبر اسم «الإنسانية» عن ارتباطه الوراثي بالإنسانية التاريخية، وتعبر صفة «الماركسية» عن اختلافها عن الإنسانيات الأخرى.
وضح ماركس المبكر، المتأثر بانقلاب فيورباخ الإنساني للمثالية الهيغلية نظرية ماركس في الطبيعة البشرية، والتي بموجبها تكون طبيعة الإنسان الأساسية هي منتج حر، يعيد إنتاج ظروفه الخاصة بحرية. ومع ذلك، في ظل الرأسمالية، يُعزل الأفراد عن نشاطهم الإنتاجي بقدر ما يضطرون لبيع قوتهم العمالية كسلعة للرأسماليين، وبالتالي، يبدو لهم نشاطهم الحسي، أو عملهم، كشيء موضوعي، أو كسلعة تُباع وتُشترى مثل أي شيء آخر. وبالتالي، للتغلب على الاغتراب والسماح للبشرية بأن تدرك وجود الأنواع، يجب تجاوز نظام العمل المأجور، وإلغاء فصل العامل عن وسائل العمل.